# Chemin creux
Pour les articles homonymes, voir Chemin creux (homonymie).

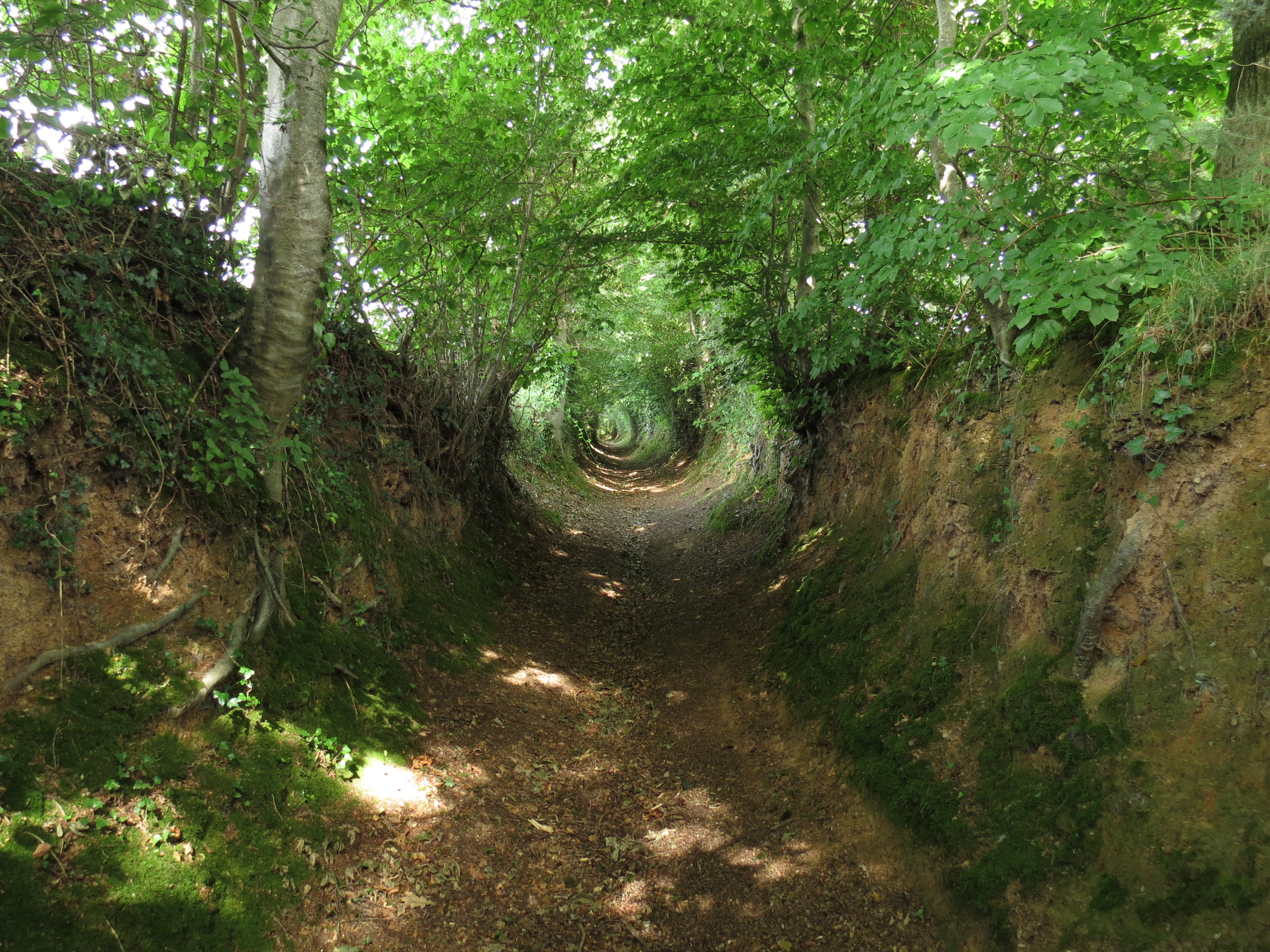
Chemin creux de type bocager à La Meauffe (Manche, France).

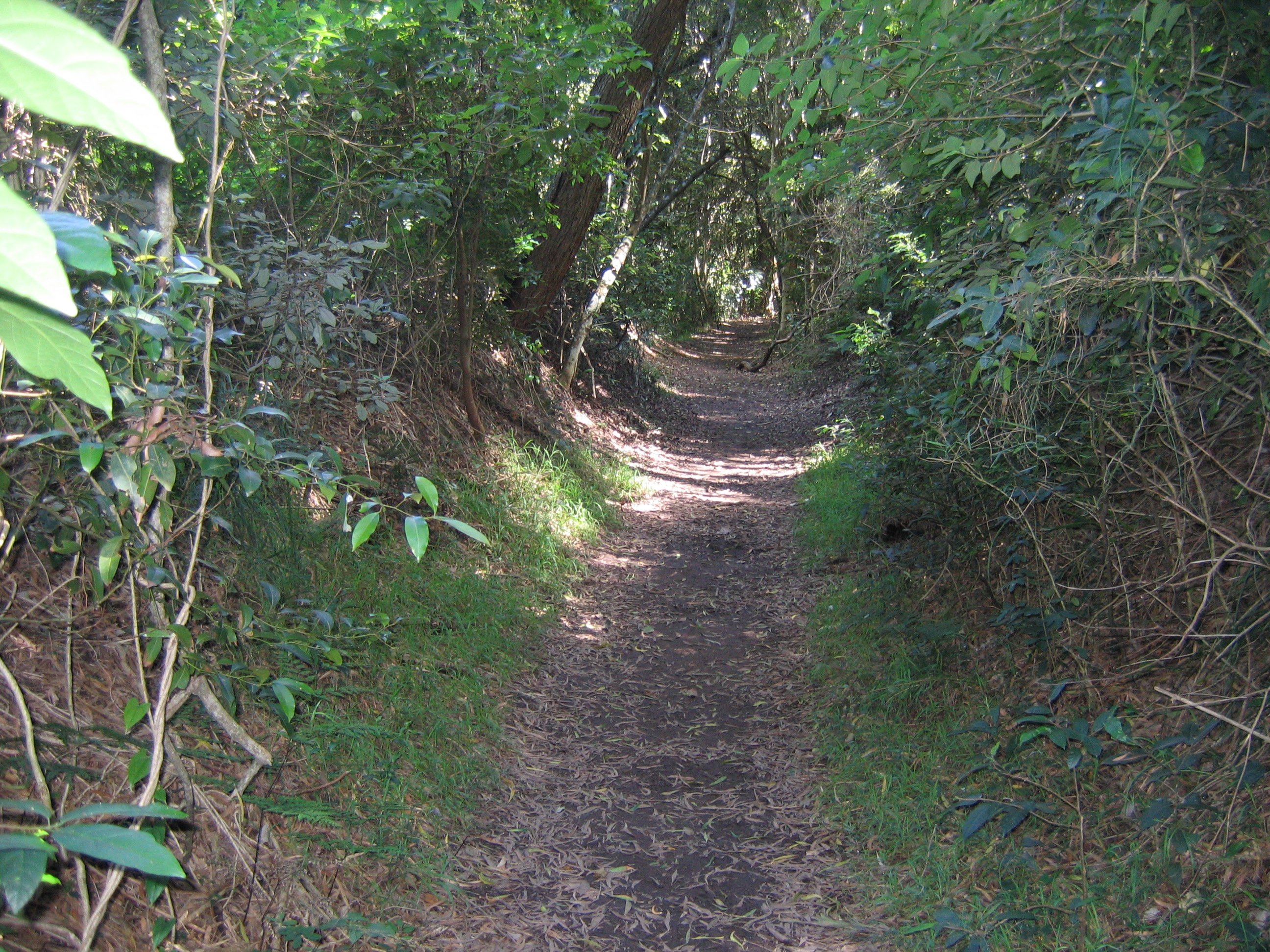
Chemin creux relique d'une ancienne voie de transport de charbon par wagonnets.

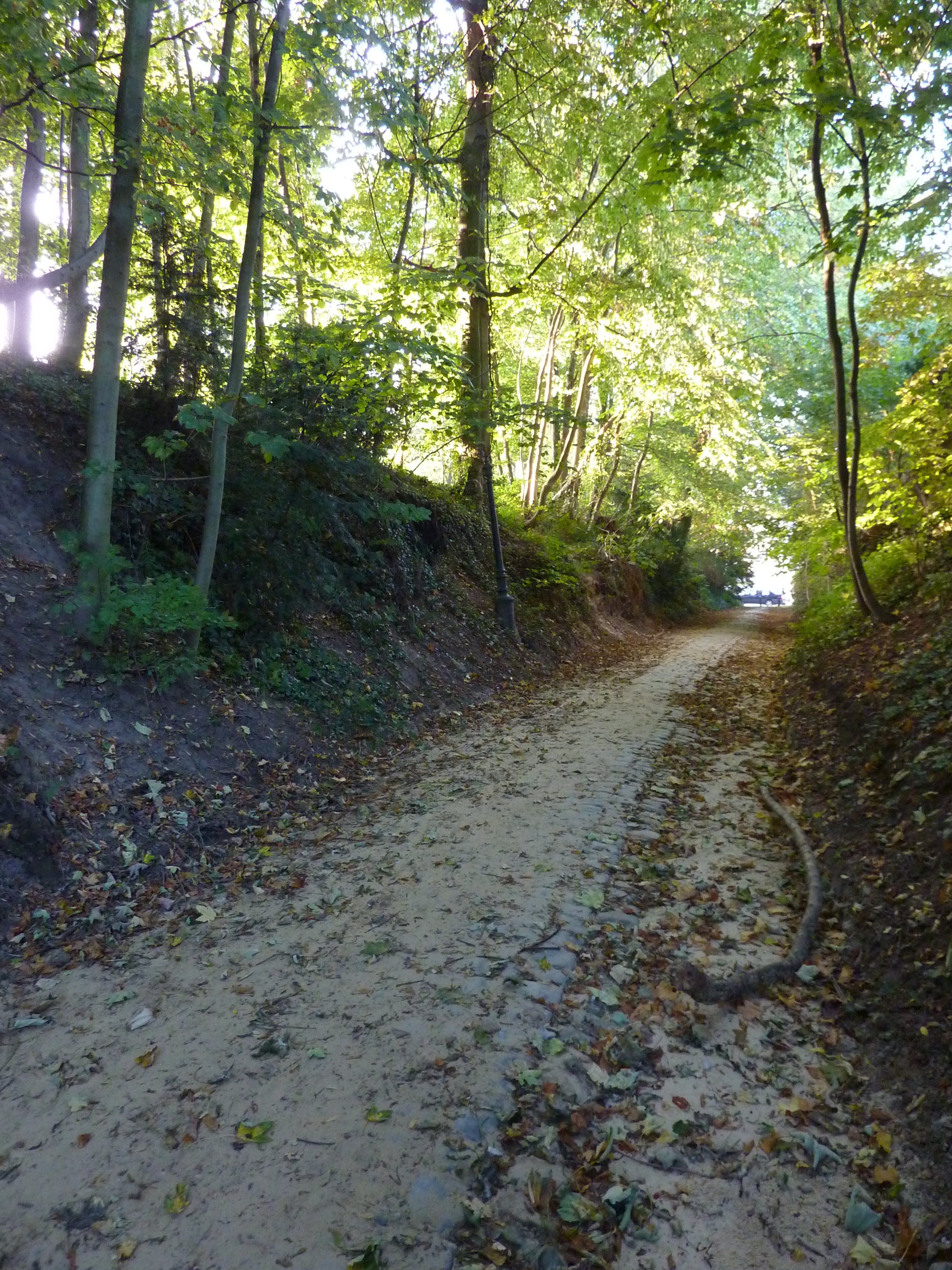
Chemin du Crabbegat à Uccle en Belgique.

Un chemin creux ou chemin de service sur le cadastre est un chemin dans le langage courant ou sentier situé entre deux talus en général plantés d'arbres formant des haies.
C'était la voie traditionnelle de circulation dans les paysages de bocage. Ils relient les parcelles agricoles aux villages, hameaux et fermes.
Ils ont joué un rôle de protection pour les chouans et pour les soldats et la population lors de la Seconde Guerre mondiale.

## Talus
Ils sont constitués de pierres grossièrement appareillées ou de mottes de terre empilées par les paysans au cours du temps. Ils jouent un rôle agronomique essentiel dans un territoire de type bocager (conservation de l'eau et de la matière organique) et supportent une strate buissonnante et arborée importante. Là où ils ont été conservés, moins fragmentants que les routes, ils augmentent la biodiversité locale et jouent un rôle de corridor biologique et même de réseau écologique permettant la survie de nombreuses espèces.
La morphologie en creux résulte de l'élévation par l'Homme de deux talus sur les côtés. Le substrat du talus pouvant parfois provenir d'un fossé le longeant. Le creux peut aussi avoir été accentué par l'érosion sur les chemins en pente. Cet enfoncement relatif ou réel par rapport au niveau moyen du sol rend en tous cas le chemin ombragé, frais, voire humide. En hiver, le double talus arboré protège le chemin contre les congères.

## Entretien

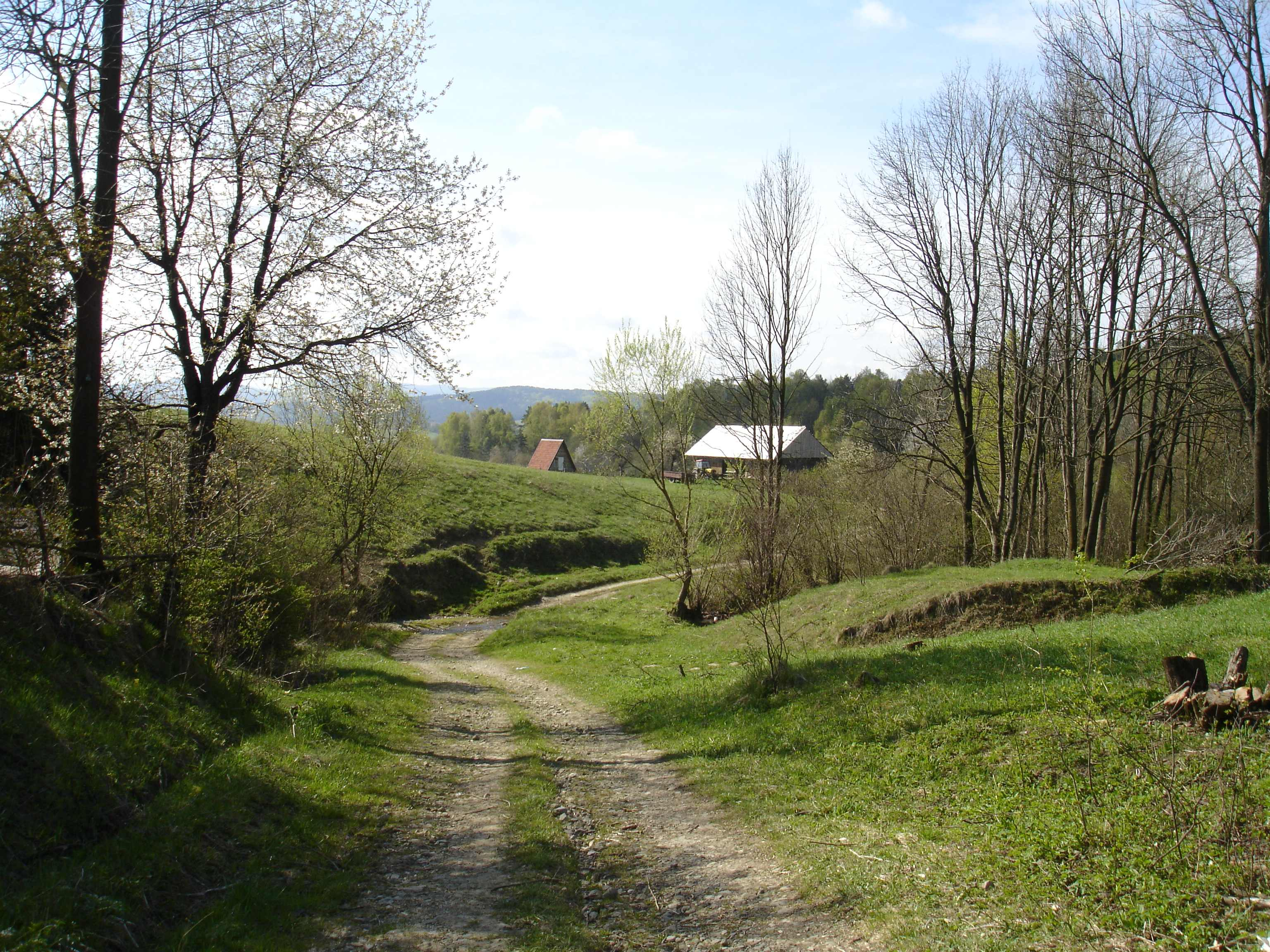
Sur pente, l'érosion tend à creuser les chemins

Ces chemins souvent étroits (largeur d'un char, d'un tombereau) sont entretenus par le passage du bétail et, autrefois, de manière communautaire par la population paysanne. En France, aujourd'hui, ce sont les communes qui en ont la charge d'entretien. Elles assurent cette charge si un agriculteur en fait la demande ou si elles souhaitent proposer un itinéraire de randonnée aux estivants. Sa fonction de chemin de service agricole (passage de tuyaux d'irrigation ou alimentation électrique de parc de contention d'élevage) reste prioritaire et n'est très utilisé que dans les régions d'élevage à fort relief ou ces chemins sont très présents comme l'Aveyron par exemple.

## Régression

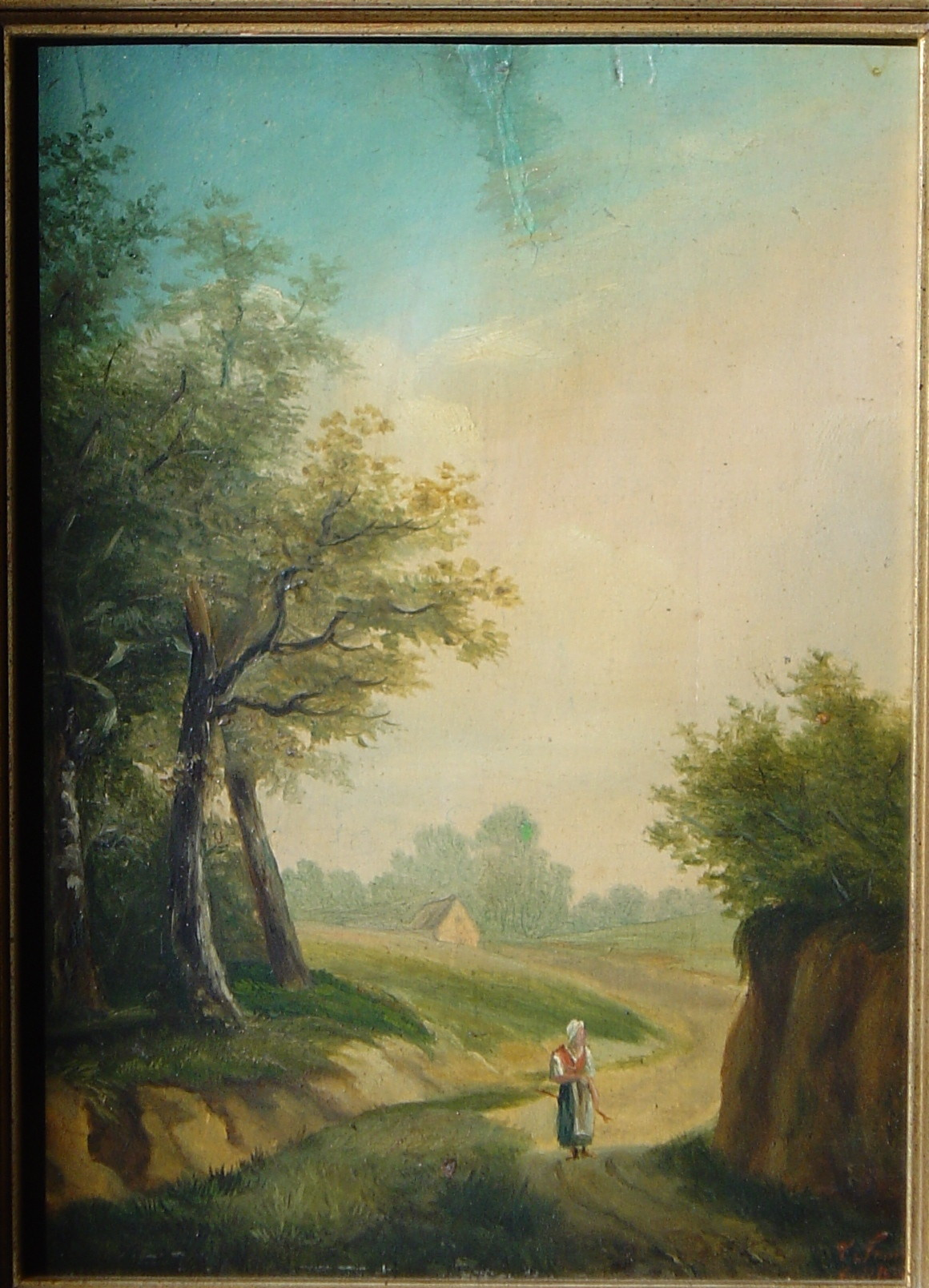
Un chemin creux comme il y en avait encore au XIXe siècle, huile par L. Goville, 1830.

Le conflit mondial de 1914-1918 a été la date de début de leur manque d'entretien.
Beaucoup ont été détruits ou ont cessé d'être entretenus à partir de 1970 pour plusieurs raisons, les plus souvent avancées étant : 
- ils ne permettaient pas le passage des gros engins agricoles
- leur surface pouvait être récupérée pour agrandir les parcelles agricoles
- les talus arborés ont été considérés comme obstacles aux développement des grandes cultures
- l'herbage et la polyculture-élevage perdaient de leur valeur marchande apparente (défavorisées par les subventions nationales et de la politique agricole commune de l'époque qui avaient encouragé l'élevage hors sol et la culture de maïs, soja, colza sur les anciennes prairies).

Le remembrement des années 1970-1990 a été leur première cause de disparition. Le recul du nombre de chemins creux s'est souvent accompagné d'une forte augmentation de l'érosion des sols, des inondations (et sècheresses induites par la non rétention de cette eau), ainsi que d'une augmentation de la pollution des nappes et eaux superficielles par les engrais minéraux et organiques, les pesticides.
Les chemins creux de Vendée, souvent empruntés par la chouannerie, sont de véritables corridors biologiques qui maintiennent des écosystèmes affaiblis par les cultures intensives. La disparition progressive des haies et buissons, due à la taille inconsidérée pour des raisons économiques, provoque des dégâts environnementaux importants. Dans ces régions, la conservation des chemins creux devient une priorité pour la pérennité des campagnes. Les chemins creux sont indissociables des buissons, lesquels sont la demeure ultime pour nombre d'espèces. Ils sont aussi un rempart naturel contre le vent et l'érosion, tout en permettant le contrôle naturel des nappes phréatiques et des eaux de ruissellement. La disparition du chemin creux et du buisson est l'antichambre de fléaux environnementaux.

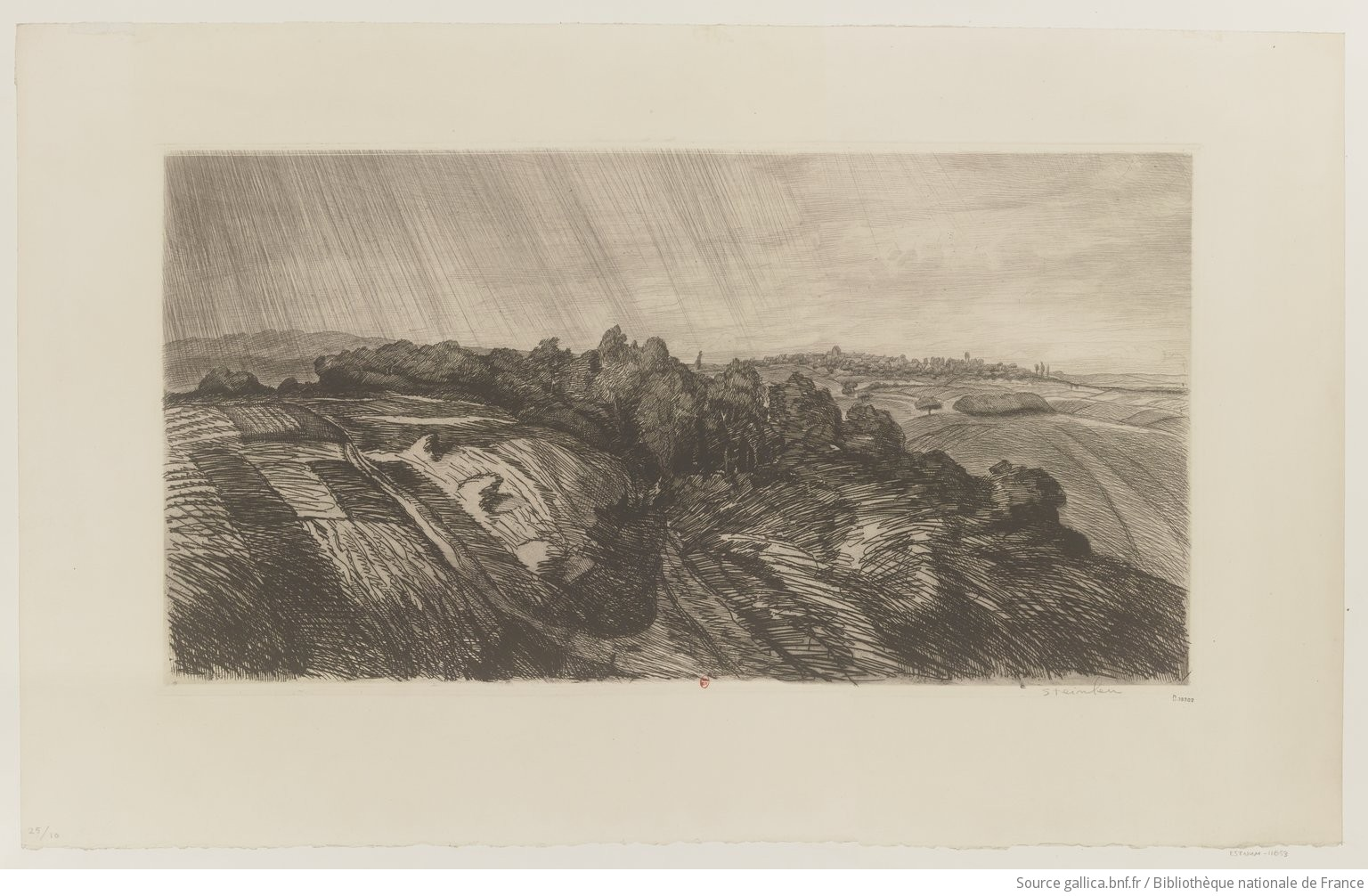
« Chemin creux à Courdimanche », estampe de Théophile Steinlen (1914), source Gallica

## Tendance actuelle
La Politique agricole commune de l'Union européenne favorise aujourd'hui le maintien des haies existantes et par extension des chemins creux qui s'y cachent.
Depuis les années 1990, on tend à préserver (mais rarement restaurer) les reliquats de réseaux de chemins creux qui ont échappé aux remembrements.
Ils prennent aussi une valeur en tant que patrimoine culturel paysan, paysager, agro-environnemental et écologique ; mais aussi, comme deuxième fonction tolérée, les loisirs (randonnées pédestres, équestres, vélo, auto et moto tout terrain).